# Poseidon (torpedo)

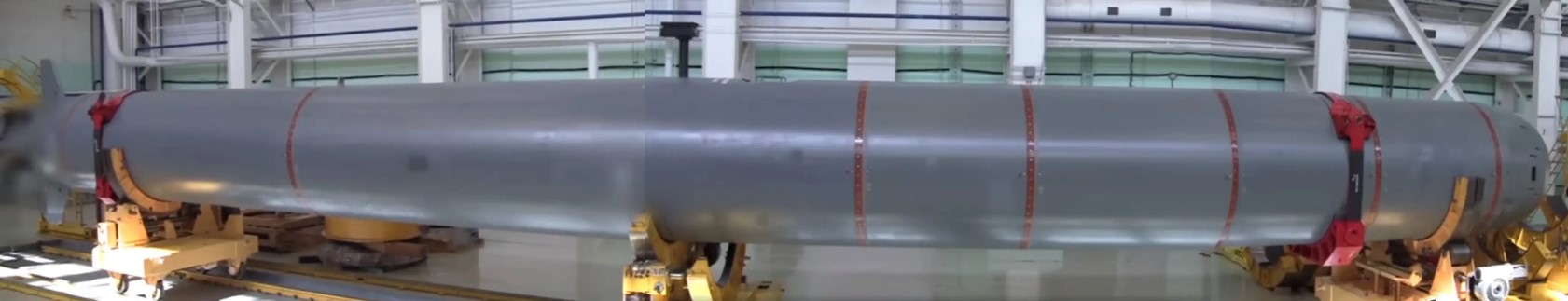
Poseidon

Poseidon (Russisch Посейдон verwijst naar de zeegod Poseidon, NAVO-codenaam Kanyon) is een nucleair aangedreven Russische torpedo met een kernkop tot 2 megaton TNT-equivalent.
Het bestaan van Poseidon werd bekend door een lek op televisie. Tijdens een vergading van de Russische president Vladimir Poetin met stafleden van het Russische leger was een technische tekening van het wapen te zien. Poseidon werd toen aangeduid als oceanic multipurpose system status-6. Poetin noemde het wapen op 1 maart 2018 voor de Federatieve Vergadering van Rusland als een van de zes wapens in antwoord op de terugtrekking in 2002 van de Verenigde Staten uit het ABM-verdrag. De Poseidon torpedo dient als wapen om aanvallen op het Russische grondgebied of haar nucleaire strijdkrachten te vergelden. 
Rubin Design Bureau heeft Poseidon ontwikkeld om vanaf een onderzeeboot een havenstad of een vliegdekschip te vernietigen. De torpedo kan mogelijk een radioactief tsunami veroorzaken.
Poseidon is 24 m lang en 2 m in diameter en heeft een massa van 100 ton. De nucleaire aandrijving geeft Poseidon 10.000 km bereik. De reactor is een gasgekoelde kweekreactor van 15 MW. De aandrijving gebeurt met een waterjet zodat het geluid lijkt op dat van een vrachtschip. Poseidon kan tot 1000 m diep varen dankzij een titanium romp, bekleed met rubber tegen sonar. Titanium is paramagnetisch en zo niet detecteerbaar met een magnetische-anomaliedetector. Poseidon kan traag sluipen om detectie te vermijden en dan op 2 km van het doel versnellen naar een maximumsnelheid van 130 km/h (70 knopen).
Rond Poseidon bestaat veel onjuiste informatie. De explosieve lading van de waterstofbom op de torpedo zou 100 megaton zijn, dit is niet correct. De torpedo bevat geen kobalt bom. Tijdens de voorstuwing van de torpedo maakt het niet gebruik van supercavitatie.
De eerste test gebeurde in de Noordelijke IJszee op 27 november 2016 vanaf de Russische onderzeeboot Sarov B-90. In januari 2019 bestelde de Russische marine 30 Poseidons voor twee onderzeeboten van de Noordelijke Vloot en twee van de Pacifische Vloot.
De atoomonderzeeboot Belgorod K-329 gemodificeerd van de Oscar-klasse heeft zes Poseidons aan boord. Volgens The Times waarschuwt de NAVO voor een test van de Belgorod in de Zwarte Zee.
Ook de vier nieuwe, kleinere atoomonderzeeboten van de Chabarovsk-klasse krijgen elk zes Poseidons.
IJsbrekers Zvezdochka en Akademik Aleksandrov kunnen Poseidons in een container op de oceaanbodem leggen.
Op de Russische staatstelevisie dreigde de Russische gepensioneerde generaal Jevgeni Boezjinski dat een Poseidon het Verenigd Koninkrijk van de kaart kan vegen met een radioactieve tsunami van 300 m. Ook de gewezen Russische president en premier Dmitri Medvedev dreigde met een Poseidon en een nucleaire tsunami Nederland van de kaart te vegen naar aanleiding van het arrestatiebevel van het Internationaal Strafhof in Den Haag tegen president Vladimir Poetin.